# Konstantínos Skrékas
Pour les articles homonymes, voir Hadjidakis.
Konstantínos Skrékas (en grec Κωνσταντίνος Σκρέκας), né le 14 mars 1973 à Megárchi en Grèce, est un homme politique grec.
De 2023 à 2024, il est ministre du Développement et des Investissements.

## Biographie
Aux élections législatives grecques de janvier 2015, il est élu député au Parlement grec sur la liste de la Nouvelle Démocratie dans la circonscription de Tríkala.